# Alibi
Ein Alibi ist in der Kriminalistik der Beweis darüber, dass ein Beschuldigter oder Verdächtiger sich zur Tatzeit nicht am Tatort aufgehalten hat und somit als Täter nicht in Frage kommt.

## Etymologie
Das Wort Alibi setzt sich aus dem Adverb für „ein anderer“ (lateinisch alius) und aus „da, dort“ (lateinisch ibi) zusammen, bedeutet also „anderswo, an einem anderen Ort“. Es tauchte ersichtlich erstmals im Jahre 1784 bei Georg Jacob Friedrich Meister im deutschen Strafrecht auf, als er „beim Angeklagten die Unerweislichkeit des Alibi“ erkannte. Wegen des lateinischen Wortursprungs wird es auch in den meisten neolateinischen Sprachen und vielen weiteren Fremdsprachen (etwa Englisch, Polnisch, Russisch, Ungarisch) „Alibi“ genannt.

## Allgemeines
Wer zur Tatzeit einen Zeitraum nachweisen kann, während dem er sich nicht am Tatort befunden haben kann, besitzt ein „wasserdichtes“ Alibi. Alibi ist also die Abwesenheit vom Tatort zur Tatzeit. Bei einer Alibi-Behauptung macht der Beschuldigte geltend, zur Tatzeit nicht am Tatort gewesen zu sein. Es handelt sich dabei um ein qualifiziertes Bestreiten. Es besteht ein logischer Zusammenhang zwischen der Bestimmung der Tatzeit und der Alibi-Behauptung: Je größer die Zeitspanne der möglichen Tatzeit ist, umso geringer ist die Aussicht, einen schlüssigen Alibi-Beweis zustande zu bringen.

## Rechtsfragen
Die Alibi-Überprüfung ist eine Unterform der Vernehmung gemäß § 136 Abs. 2 StPO. Die Beweislast für ein sicheres oder fehlendes Alibi liegt gemäß § 160 Abs. 2 StPO und § 163 StPO bei den Strafverfolgungsbehörden. Der Alibi-Beweis beruht auf dem sicheren Erfahrungssatz, dass niemand gleichzeitig an zwei verschiedenen Orten sein kann, und der Annahme, dass niemand der Täter sein kann, der nicht zur Tatzeit am Tatort war. Die letztere Annahme ist jedoch probabilistisch, da sich jemand zufällig am Tatort aufhalten kann, aber mit der Tat nichts zu tun hat oder jemand die Tat begangen haben kann, der sich nicht am Tatort befand (etwa durch Fernsteuerung). Denn ein Alibi bedeutet, dass die betreffende Person als unmittelbar am Tatort handelnder Täter ausscheidet, nicht jedoch als mittelbarer Täter, Anstifter oder Gehilfe des Täters. Der Anstifter kann ein Alibi besitzen, weil er bei der Tat weder am Tatort gewesen sein muss noch zur Tatzeit anwesend war.
Hat ein Verdächtiger kein Alibi oder hat sich eine Alibi-Behauptung als falsch erwiesen, so ist dies kein Beweisindiz für die Täterschaft. Das Scheitern des Alibi-Beweises darf nicht als Indiz für die Täterschaft des Angeklagten gewertet werden. Ein vorgetäuschtes Alibi ist zulässiges Verteidigungsverhalten, das nicht strafschärfend gewertet werden darf. Schenkt der Tatrichter mithin dem Alibi-Zeugen keinen Glauben, so ist damit zwar eine Verteidigungsmöglichkeit des Angeklagten gescheitert. Dieser Fehlschlag kann aber für sich allein, das heißt ohne Rücksicht auf seine Gründe und Begleitumstände, kein Beweisanzeichen für die Täterschaft abgeben.
Falsche Alibis können im deutschen Strafrecht beim „Alibi-Zeugen“ ein Strafverfahren wegen Strafvereitelung, falscher uneidlicher Aussage sowie Meineid nach sich ziehen; im angloamerikanischen Recht liegt Strafvereitelung (englisch obstruction of justice) vor.

## Arten
Unterschieden wird zwischen dem technischen und dem personellen Alibi. Das technische Alibi berücksichtigt, dass der Verdächtige anhand von z. B. Eintrittskarten, Fahrkarten, datierten Fotos oder Videos beweisen kann, dass er zur Tatzeit nicht am Tatort war. Das personelle Alibi erfordert Zeugen, die bestätigen können, dass sich der Verdächtige während der Tat an einem anderen Ort aufhielt (Alibi-Zeuge). Sowohl das technische als auch das personelle Alibi unterliegt der Alibi-Prüfung durch die Strafverfolgungsbehörden. Das technische Alibi kann durch das personelle Alibi untermauert werden, wenn beispielsweise ein Zeuge mit seiner Eintrittskarte in der Oper von anderen Zuschauern gesehen worden ist.

## Sonstiges
Umgangssprachlich wird Alibi auch für andere, nicht räumliche Umstände benutzt, die Verbrechen oder moralisches Fehlverhalten entschuldigen oder relativieren sollen, hier jedoch meist in abschätziger Auffassung als Schutzbehauptung.

## International
Die Kriminalistik bedient sich der Erkenntnisse der Biologie, Chemie, Logik, Physik oder Technik, so dass international die gleichen Bedingungen auch für das Alibi gelten.